# Ampparit
Ampparit.com är en finsk nyhetsportal, som grundades i juli 2004. Portalen samlar ihop nyhetslänkar från olika medier. Det är också möjligt att söka efter vissa nyheter. I dag samarbetar Ampparit med över 250 medier. Förutom nyhetssektionen finns det på sidan information om vädret och tv-programmen, en nyhetskarta, internet-tv och en blogg. Användare kan skapa sina egna profiler, som gör det möjligt att anpassa tjänsten genom att filtrera medier, kategorier och rubriker.

## Versioner

### Mobilversioner
Två mobilversioner har utvecklats: Ampparit Mini som är utformad för mobilapparater med små visar, och Ampparit Lite för apparater med större visar. Programmen för Iphone och Android-mobiltelefoner finns också. Att skapa en profil blev möjligt med Lite hösten 2009 och med Mini i oktober 2011.

### Witpik
Witpik är ett verktyg för mediebevakning, som är utformad för professionell användning. Under året 2006 organiserade Joensuun Tiedepuisto Oy tävlingen Ideka 2006, och tjänsten, som då kallades Ampparit Pro – Business Intelligence, blev tredje. Därefter har tjänsten vidareutvecklats, och i vinter 2010 fick den namnet Witpik för att tjänsten skulle bli expanderat till den ryska marknaden. Våren 2010 lanserades Witpiks mobilversion.

## Mottagande
Veckan 48/2011, rankades Ampparit.com 30 i TNS Metrixis statistik på besökarantal under kategorin Olika webbläsare. Ampparit har mer än 300 000 besökare under en vecka och är en av de mest ombesökta webbsidor.  Enligt informationen av TNS Metrix och en undersökning av Digitoday är Ampparit.com den mest populära nyhetssamlaren. 
Det uppskattas att RSS-ingångar och nyhetsaggregatorn som Ampparit.com tar märksamma antal läsare till små nyhetssidor, men är relativt irrelevanta för större webbplatser.   Trots detta har Ampparit och andra likadana tjänster ökat diskussion av bra internetrubrikers värde också i stora medier. 